# Litostomatea
Rhabdophora
Infra-embranchement
Classe
Les Litostomatea, uniques représentants de l'infra-embranchement des Rhabdophora, sont une classe de ciliés du sous-embranchement des Intramacronucleata.

## Description
Chez les Litostomatea, les cils corporels proviennent de structures du cortex cellulaire appelées « monokinétides », qui sont constituées d'un seul cil et de ses structures associées, telles que les corps basaux et les fibres microtubulaires. Ceux-ci ont une disposition ultrastructurale caractéristique du groupe.
La « bouche » cellulaire (cytostome) est apicale ou subapicale. Chez les trichotomes, il se trouve dans une dépression, ou vestibule, contenant des cils somatiques modifiés. Dans un autre ordre, les Entodiniomorphida (Reichenow, in Doflein & Reichenow, 1929), les cils sont disposés en touffes ou en bandes, et peuvent être regroupés pour former des syncilia, ressemblant aux membranelles et aux cirres des spirotrichs (avec lesquels ils étaient à l'origine classés). Cependant, aucun vrai cil composé n'apparaît.
Chez les haptoriens, la bouche est généralement entourée d'un anneau de cils coronaux, provenant de dikinétides dérivés de la partie antérieure des kineties du corps, et d'un anneau d'extrusomes caractéristiques appelés toxicystes. Ceux-ci déchargent au contact des proies, les pénétrant, les immobilisant, et commençant ainsi la digestion. Dans certaines formes, la bouche ne se forme que pendant l'alimentation et se retourne pour aider à la capture. Le cytopharynx prend la forme d'un tube droit, soutenu par des bâtonnets ou des nématodesmes, qui se dilate fortement lors de l'ingestion. Cette structure est appelée « rhabdos » ; elle est fonctionnellement et structurellement distincte des « cyrtos » trouvés dans plusieurs autres classes de ciliés.

## Liste des ordres
Selon le World Register of Marine Species (5 mars 2024) :
- sous-classe des Haptoria Corliss, 1974
  - Cyclotrichiida
  - Haptorida
  - Pleurostomatida
- sous-classe des Trichostomatia Bütschli, 1889
  - Entodiniomorphida
  - Vestibuliferida

Selon GBIF (31 décembre 2022) :
- Dileptida
- Tracheliida

Selon l'IRMNG (31 décembre 2022) :
- Cyclotrichida
- Entodiniomorphida
- Haptorida
- Pleurostomatida
- Trichostomatida
- Vestibuliferida

Selon The Taxonomicon (31 décembre 2022) :
- sous-classe des Haptoria Corliss, 1974
  - genre Baznosanuia Tucolesco, 1962
  - genre Celerita Tucolesco, 1962
  - genre Pseudoenchelys Tucolesco, 1962
  - genre † Racovitzaiella Aescht, 2001
  - famille des Protohallidae da Cunha & Muniz, 1927
  - Cyclotrichiida Jankowski, 1980
  - Haptorida Corliss, 1974
  - Pleurostomatida Schewiakoff, 1896
- sous-classe des Trichostomatia Bütschli, 1889
  - Vestibuliferida de Puytorac et al., 1974
  - Entodiniomorphida Reichenow, in Doflein & Reichenow, 1929
  - Macropodiniida D.H. Lynn, 2008

## Systématique
Le nom valide complet (avec auteur) de ce taxon est Litostomatea Small & Lynn, 1981.
Pour structurer l'embranchement des Ciliophora, Eugene B. Small (d) (1931-2019) et Denis Heward Lynn (d) (1947-) créent en 1981 une nouvelle classification basée principalement sur le « concept du conservatisme d'agencement des structures fibrillaires corticales »,.
Cavalier-Smith introduit, pour les Litostomatea, le sous-domaine des Bikonta Cavalier-Smith, 1993 et le super-embranchement des Alveolata Cavalier-Smith, 1991.

## Publication originale
- (en) Eugene B. Small et Denis H. Lynn, « A new macrosystem for the phylum Ciliophora Doflein, 1901 », BioSystems, Elsevier, vol. 14, nos 3-4,‎ 1er janvier 1981, p. 387-401 (ISSN 0303-2647 et 1872-8324, PMID 7337814, DOI 10.1016/0303-2647(81)90045-9, lire en ligne).